# Exhibició cinematogràfica
L'exhibició cinematogràfica és la fase final en el procés de producció i distribució d'una pel·lícula, que permet fer arribar el producte audiovisual al públic a través d'espais dedicats i altres formats. Aquest procés es realitza principalment en sales de cinema, on els films es projecten en una gran pantalla, oferint a l'audiència una experiència immersiva. No obstant això, l'exhibició també es pot dur a terme en altres espais, com teatres, centres culturals, auditoris, cinemes a l'aire lliure, festivals i, actualment, mitjançant plataformes de streaming.

## Història i evolució
Els primers exemples d'exhibició cinematogràfica es remunten a les projeccions públiques que els germans Lumière van fer a finals del segle XIX, mostrant curts com L'arribada d'un tren a l'estació de La Ciotat (1895), que van sorprendre i impactar el públic. A mesura que el cinema es va popularitzar, es van començar a construir sales dedicades, com els cinemes Nickelodeon als Estats Units a principis del segle xx. Durant dècades, les sales de cinema van ser l'única manera d'accedir a les pel·lícules, però amb l'aparició de la televisió a mitjans del segle XX i, posteriorment, el vídeo domèstic als anys 80, el consum de cinema va començar a diversificar-se.

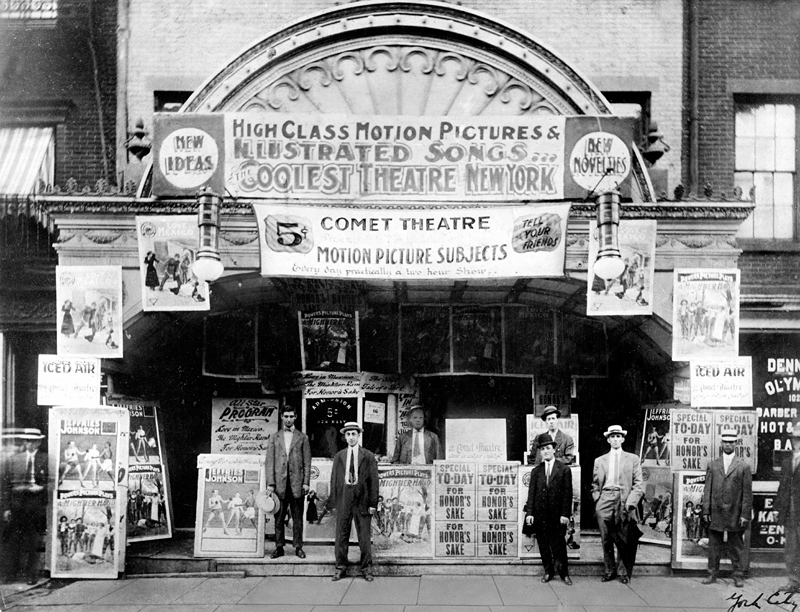
Movie Theatre de l'any 1917 als Estats Units

L'era digital va suposar una altra transformació per al sector, amb la introducció de la projecció digital, que va substituir progressivament el cinema en 35 mm. Aquesta transició va facilitar tant la distribució com la conservació de les pel·lícules i va permetre una major qualitat d'imatge i so. Les projeccions en 3D, que van viure un auge gràcies a pel·lícules com Avatar (2009), van oferir noves experiències immersives. Actualment, les plataformes de streaming han obert una nova era en la qual moltes pel·lícules poden ser exhibides directament en línia, a l'abast de públics de tot el món sense sortir de casa.

## Modalitats
Els models d'exhibició han evolucionat i s'han adaptat als gustos i hàbits del públic, incloent-hi:
- Estrena comercial: Les pel·lícules s'estrenen en sales de cinema, normalment amb un circuit de distribució nacional o internacional. Alguns exemples són cadenes com Cinesa i Yelmo a Espanya, que exhibeixen tant estrenes internacionals com produccions locals.
- Cinema d'autor i independent: Existeixen sales especialitzades en cinema d'autor, independent o alternatiu, que sovint ofereixen pel·lícules que no arriben als circuits comercials convencionals. A Barcelona, el Cine Zumzeig o els Cinemes Texas han estat exemples d'espais dedicats a aquest tipus de cinema.
- Festivals de cinema: Els festivals de cinema, com el Festival de Cinema de Canes o el Festival Internacional de Cinema Fantàstic de Sitges, són espais destacats d'exhibició on es presenten produccions noves i de gran qualitat. Els festivals permeten a l'audiència descobrir obres de directors emergents o pel·lícules experimentals.
- Cinema a l'aire lliure: En moltes ciutats, especialment a l'estiu, s'organitzen projeccions en espais públics com parcs o platges. A Catalunya, exemples d'aquesta pràctica són les Nits de Cinema a la Fresca de Montjuïc, a Barcelona, on el públic pot gaudir de pel·lícules en un entorn més relaxat i comunitari.Logo plataforma online Netflix

Logo plataforma online Netflix

- Streaming i exhibició domèstica: Amb la irrupció de plataformes com Netflix, HBO Max, i Disney+, l'exhibició de pel·lícules ha entrat en una nova era de consum domèstic. Aquestes plataformes permeten a l'usuari veure pel·lícules des de casa el mateix dia de la seva estrena o poc temps després.

## Agents
L'exhibició cinematogràfica implica diferents agents, entre els quals destaquen:
- Els exhibidors: Són els gestors de les sales de cinema i els responsables de programar les pel·lícules. Aquestes empreses, com ara Cinesa, AMC o MK2, planifiquen la cartellera segons les preferències del públic, les novetats i les estacionalitats.
- Els distribuïdors: Juguen un paper essencial en la cadena d'exhibició. Els distribuïdors, com Warner Bros o Universal Pictures, coordinen l'arribada de les pel·lícules als espais d'exhibició i negocien amb els exhibidors per assegurar la millor cobertura geogràfica i temporal.